# 白槎镇
白槎镇，是中华人民共和国江西省九江市永修县下辖的一个乡镇级行政单位。

## 行政区划
白槎镇下辖以下地区：
白槎镇社区、塘上村、建新村、双丰村、郭坂村、兴隆村、栗山村、福联村、向阳村和柳杨村。